# فابينهو ألفيس
فابيو "فابينيو" دا سيلفا ألفيس (من مواليد 11 يونيو 1986)، هو لاعب كرة قدم برازيلي محترف سابق لعب بمركز مهاجم.

## روابط خارجية
- فابينهو ألفيس  على سكروي
- فابينهو ألفيس في موقع كرة القدم العالمية.نت